# Tavasten - Skeppsviksskärgården
Tavasten - Skeppsviksskärgården är ett naturreservat i Umeå kommun i Västerbottens län.
Området är naturskyddat sedan 1974 med namnet Skeppsviksskärgåden och fick sin nuvarande utbredning och namn 2019 Då området Bjuren uppgick i den och är 1 870 hektar stort. Reservatet omfattar hav, öar, kobbar och skär och fastlandsstrand vid Sävarfjärden.